# Jaromír Musil
Jaromír Musil (28. května 1988 Praha, Československo) je reprezentant České republiky v judu.

## Sportovní kariéra

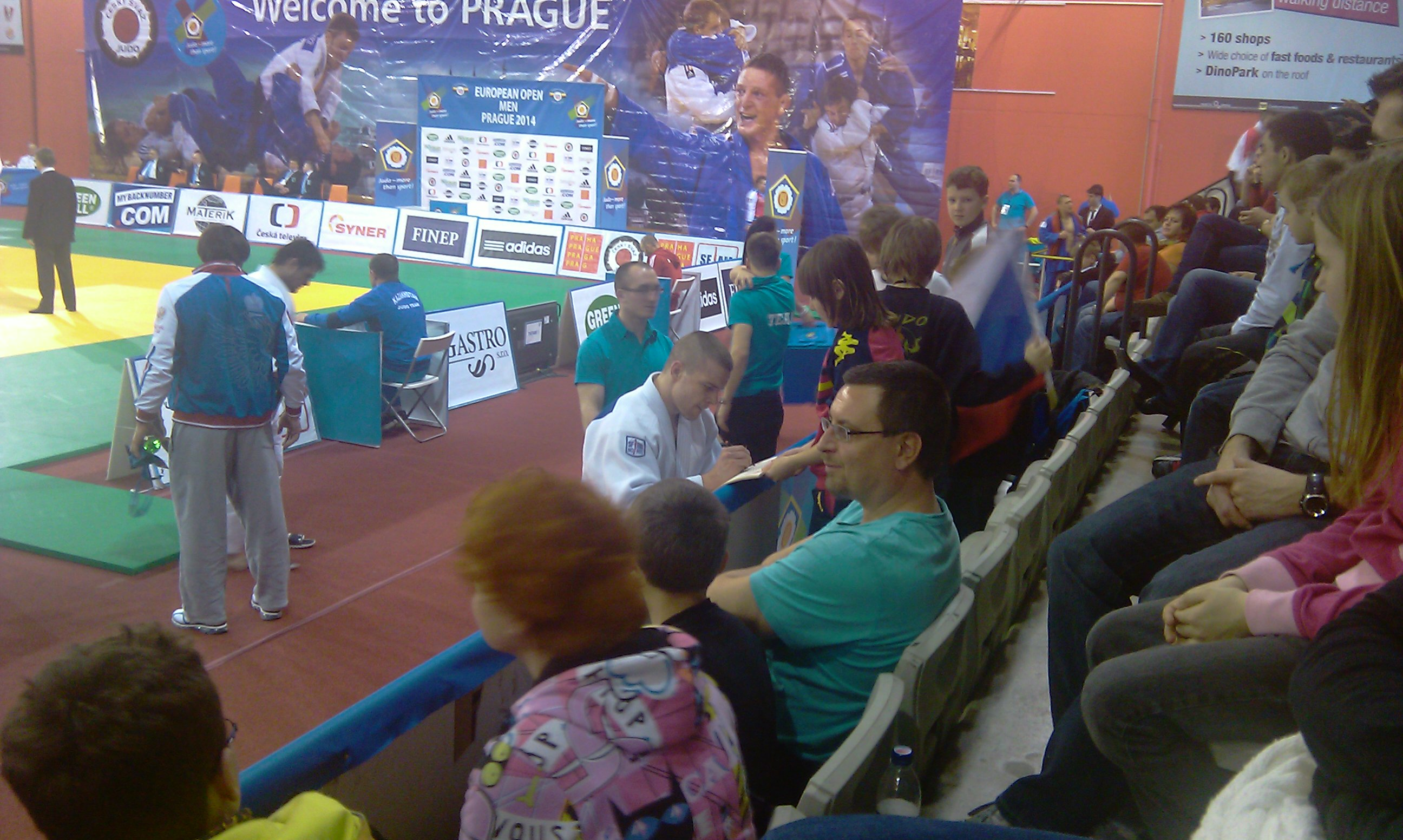
Jaromír Musil při své oblíbené činnosti (Noris Cup 2014)

S judem začal v útlém věku v Sokolu Praha Vršovice pod vedením Zdeňka Kasíka. Jeho judo vždy zdobilo pěkné aši-waza (minor) z klasického levého úchopu. Až s přípravou na olympijskou sezonu se v jeho repertoáru objevila technika tai-otoši nebo te-guruma. Nepřipraveným soupeřům dělá problém jeho ostrý levý úchop. Limitním faktorem u něho je fyzická příprava. Jeho reakce rapidně klesají s přibývající únavou a na techniku seoi-nage nebo uči-matu není často schopen vůbec reagovat. Má sklony k zbrklosti, když si usmyslí soupeře hodit na ippon tak naivně otevírá obranu a bývá za to trestán kontrachvatem. Své nezdary i úspěchy velmi emotivně prožívá a to přímo na tatami.
Mezi seniory na sebe poprvé upozornil v roce 2008 nadějným vystoupením na Norris cupu, ale pozvánku na mistrovství Evropy si nevysloužil (lehké váze v Česku vládl Jaromír Ježek). Dočkal se jí až za dva roky v roce 2010 s přestupem do polostřední váhy, když na Norris Cupu vybojoval pěkné třetí místo. Na mistrovství Evropy potom smolně prohrál v prvním kole.
V roce 2011 pokračoval v dobrých výkonech a nenápadně stoupal žebříčkem IJF vzhůru. Na mistrovství Evropy jen díky zbrklosti přišel o možnost bojovat o bronzovou medaili.
Olympijský rok 2012 pro něho nezačal dobře. Nominaci na mistrovství Evropy si však nakonec zajistil a málem zopakoval úspěch z loňského roku. Ve druhém kole mu scházely 3 sekundy k postupu do čtvrtfinále. Každopádně i postup do druhého kola mu nakonec stačil ke kvalifikaci na olympijské hry v Londýně. Na olympijský hry odjížděl jako outsider, kde postup do druhého kole by byl úspěchem. Los mu v prvním kole přidělil Moldavana Tomu, u kterého byla otázka v jaké přijede formě. Po minutě boje nebylo pochyb, kdo má zápas v režii. Toma vyčkával a v polovině zápasu načasoval své o-goši na ideální moment.
Olympijská účast mu pomohla v další kariéře a v roce 2013 patřil bezpochyby mezi širší světovou špičku. Na mistrovství světa a Evropy sice doplatil na náročný los v prvním kole, ale na světovém poháru v Düsseldorfu předvedl i se zraněným kotníkem velmi dobrý výkon. Na světovém poháru v Tallinu podruhé ve své kariéře vystoupal na stupně vítězů (třetí místo). V červenci potom dosáhl na stupně vítězů potřetí ve světovém poháru v mongolské Ulánbátaru (třetí místo).
Sezonu 2014 pojal odpočinkově bez výraznějšího úspěchu. Citelně však přispěl k pěknému 5. místu týmů na mistrovství Evropy.

### Stupně vítězů
- 2010 – 3. místo – světový pohár v Praze (Norris Cup)
- 2013 – 3. místo – světový pohár v Tallinu
- 2013 – 3. místo – světový pohár v Ulánbátaru (Čingischán Grand Prix)
- 2016 – 2. místo – evropský pohár v Praze (European open men)
- 2016 – 2. – světový pohár v Ulánbátaru

## Výsledky
| Olympijské hry     | —   |     |     |     | — |     |     |     | úč. |     |     |  |  |  |  |  |  |  |  |  |  |  |  |  |  |  |  |
| Mistrovství světa  |     | —   |     | —   |   | —   | —   | úč. |     | úč. | úč. |  |  |  |  |  |  |  |  |  |  |  |  |  |  |  |  |
| Mistrovství Evropy | —   | —   | —   | —   | — | —   | úč. | 7.  | úč. | úč. | úč. |  |  |  |  |  |  |  |  |  |  |  |  |  |  |  |  |
| ME do 23 let       | —   | —   | —   | —   | — | úč. | úč. |     |     |     |     |  |  |  |  |  |  |  |  |  |  |  |  |  |  |  |  |
| ME juniorů         | —   | úč. | úč. | úč. |   |     |     |     |     |     |     |  |  |  |  |  |  |  |  |  |  |  |  |  |  |  |  |
| ME kadetů          | úč. |     |     |     |   |     |     |     |     |     |     |  |  |  |  |  |  |  |  |  |  |  |  |  |  |  |  |